# 리차드 리 잭슨

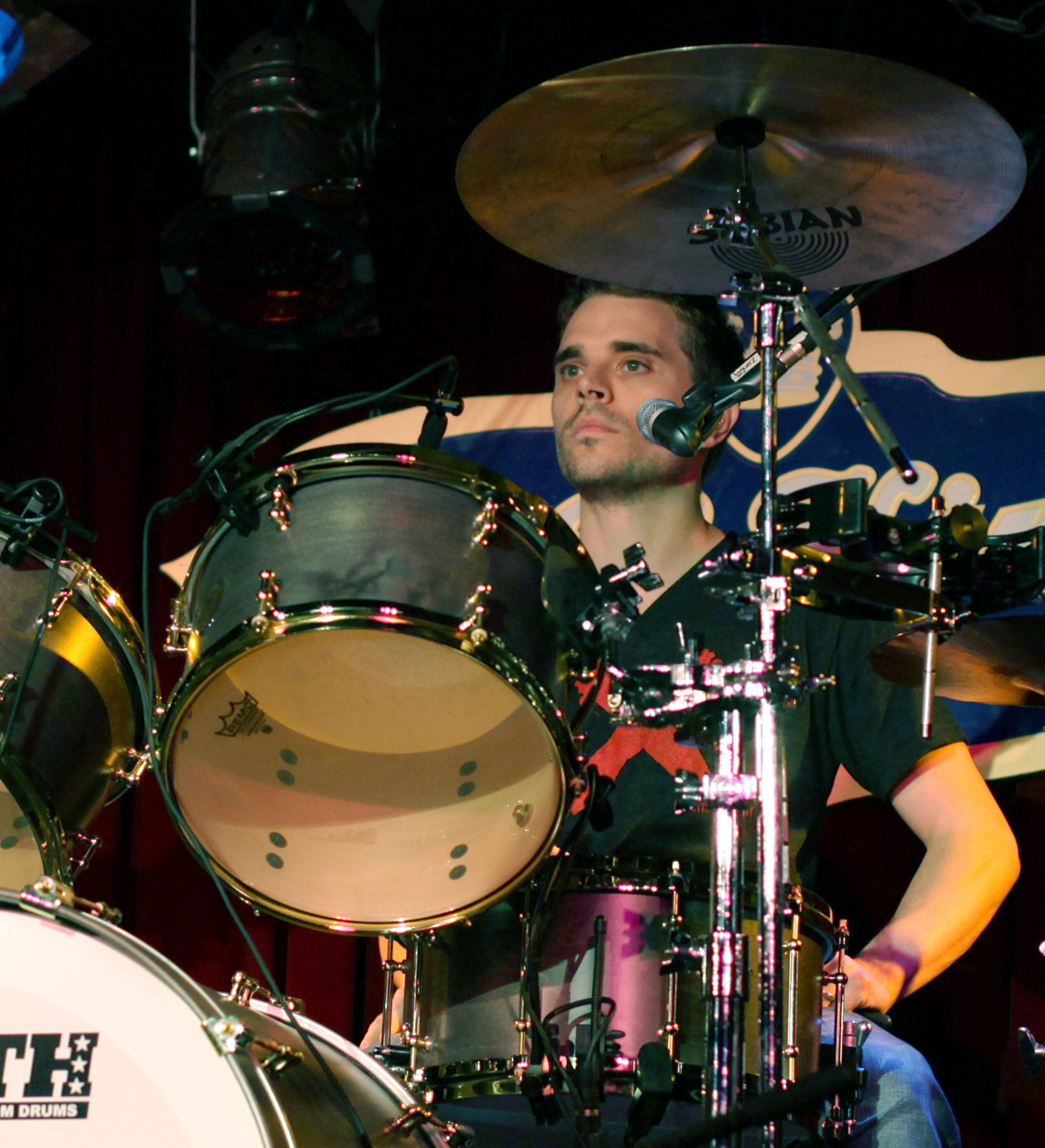

리처드 리 잭슨(Richard Lee Jackson, 1979년 5월 29일 ~ )은 미국의 배우이다.
레들랜즈에서 태어났다.

## 영화
- 어벤징 엔젤 (2007년) - 빌리 역
- 브링 잇 온 2 (2004년)
- 호프 랜치 (2002년) - 부커 역
- 매디슨 (2001년)
- 트루 라이츠 (2000년)
- 스켈리톤 (2001, Skeletons in the Closet)